# Boardman Robinson
Boardman Michael Robinson (6 września 1876 – 5 września 1952) – amerykański i kanadyjski artysta. Robinson jest znany ze swoich antywojennych politycznych rysunków i karykatur.
W 1915 Robinson podróżował po Europie z dziennikarzem Johnem Reedem i widział skutki I wojny światowej. W 1916 roku relacja Johna Reeda z podróży została opublikowana w książce, zatytułowanej The War in Eastern Europe ("Wojna w Europie Wschodniej"), autorem ilustracji do której był Robinson.

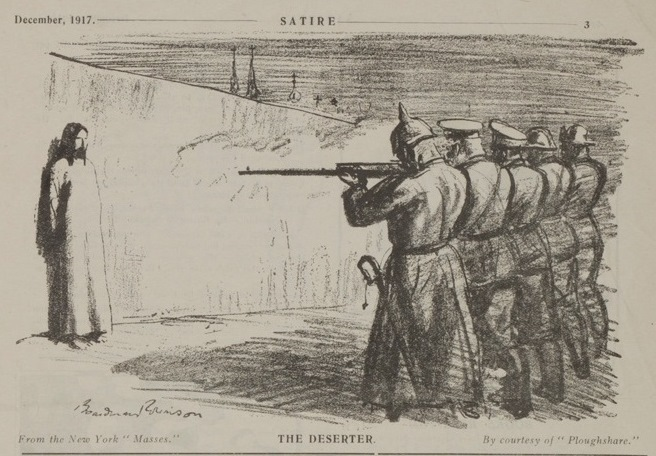
The Deserter, 1916